# جرس القطط

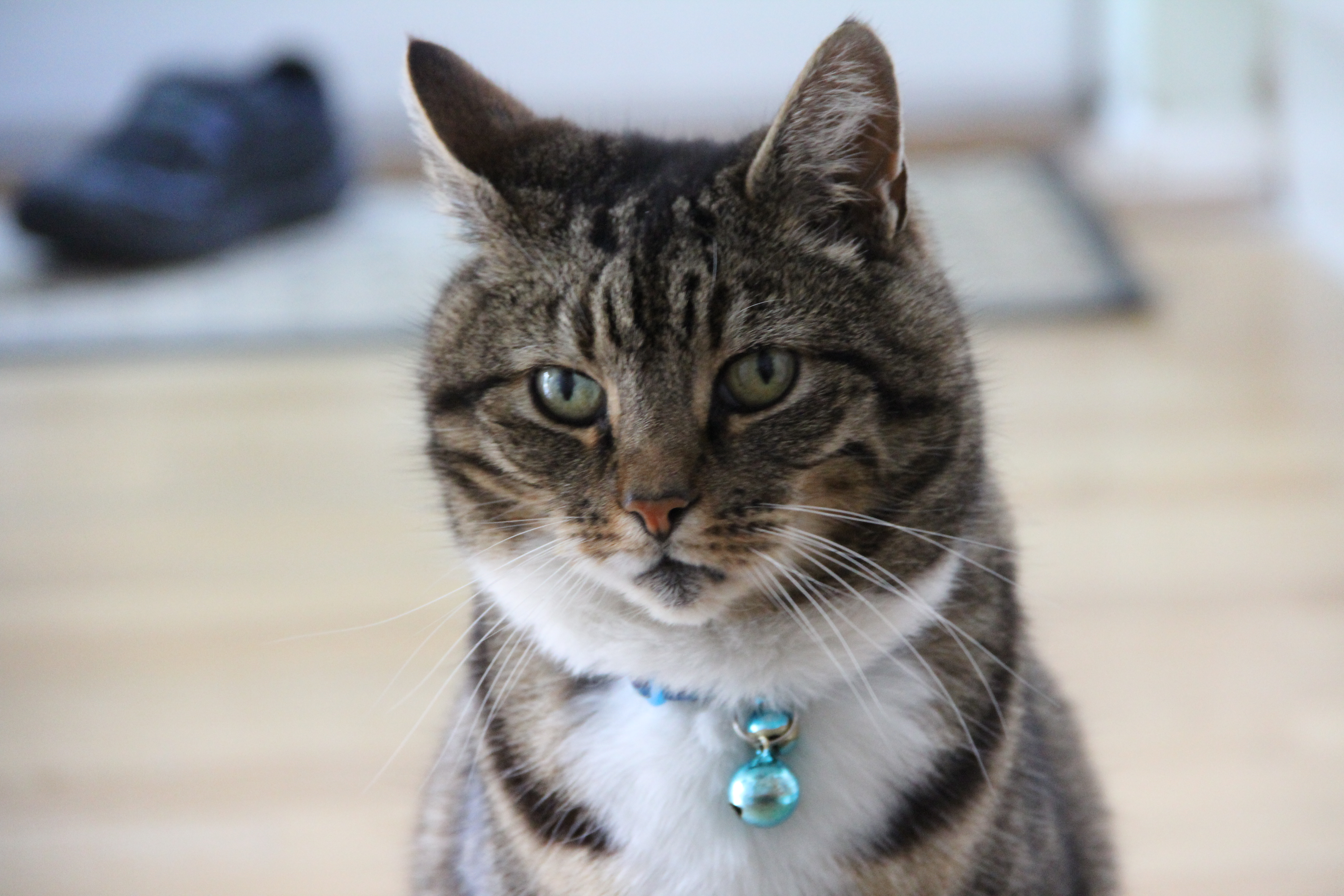
جرس القط.

جرس القطط هو جرس صغير يُوضَع من قِبل مُربي القطط على الطوق الذي ترتديه القطة. وله أسباب مُختلفة. منها الناحية الجماليّة والشكليّة. ومنها الإحساس بتواجد القطة خاصةً بسماع صوت الجرس. يقول الخبراء بأن الجرس أحياناً يُزعج القطط، ويُقلل من فُرص صيده.